# 3892 Dezso
3892 Dezso је астероид главног астероидног појаса чија средња удаљеност од Сунца износи 2,608 астрономских јединица (АЈ).
Апсолутна магнитуда астероида је 12,7.